# Antônio Henrique Jr.
 Antônio Henrique de Sousa Moreira Júnior  (Itabuna, 30 de agosto de 1970), mais conhecido como  Antônio Henrique Jr. , é um político brasileiro. Atualmente exerce seu segundo mandato de deputado estadual pelo estado da Bahia. Foi secretário de saúde e de administração no município de Barreiras entre 2004 e 2014.
Nas eleições de 2018, foi candidato a reeleição pelo Progressistas e foi eleito com 66.754 votos.